# ديفيد هولبرووك
ديفيد هولبرووك (بالإنجليزية: David Holbrook)‏ (9 يناير 1923، نورتش في المملكة المتحدة - 11 أغسطس 2011)؛ شاعر وروائي بريطاني.